# 피로바쿨룸 칼리디폰치스
피로바쿨룸 칼리디폰치스는 피로바쿨룸속에 속하는 한 종이다.